# Санто, Бела
Бела Санто (венг. Szántó Béla, при рождении Шрайбер; 1 февраля 1881, Хомоккомаром, Австро-Венгрия — 1 июня 1951, Будапешт, ВНР) — венгерский коммунистический политик, участник венгерской революции 1919 года.

## Биография
Родился в семье Шандора Шрайбера и Селины Гинсбергер. С 1900 года работал бухгалтером — вначале в Надьканиже, затем в Будапеште. В 1904 году стал членом Социал-демократической партии Венгрии. После учреждения отраслевого профсоюза в 1906 году был избран его председателем. Участвовал в антимилитаристском движении. Во время Революции астр 1918 года был одним из вождей Будапештского солдатского совета.
Был среди учредителей Коммунистической партии Венгрии, в 1919 году был избран в ЦК, стал его секретарём. Во время Венгерской Советской республики — военный руководитель революции; занимал пост народного комиссара по военным делам, руководил созданием Венгерской Красной армии, находился в контакте с В. И. Лениным и Л. Д. Троцким.
После падения Венгерской советской республики бежал сначала в Вену, где проживал в 1920−1921 годах и где опубликовал труд о Советской республике 1919 года с анализом допущенных ошибок. Затем перебрался в Берлин и, наконец, в Москву. Играл активную роль в ИККИ, ВКП(б) и Профинтерне.
В 1927 году вернулся в Венгрию на подпольную партийную работу запрещённой компартии. С 1932 года снова в СССР, где был приглашён Серго Орджоникидзе на должность директора Государственной научной библиотеки в составе Наркомата тяжёлой промышленности; учёным секретарём библиотеки был Михаил Гастфер.
В декабре 1937 года как «троцкист» был арестован прямо в рабочем кабинете. Однако в 1940 году он был реабилитирован и во время Второй мировой войны смог работать на Московском радио на венгерских трансляциях Совинформбюро.
После войны в 1946 году вернулся в Венгрию, где стал одним из руководителей кооперативного движения. В 1947 году — посол в Белграде. В 1948−1950 годах — посол в Варшаве.
Был женат, имел две дочери. Его братья и сёстры — Гизелла, Режё и Золтан — тоже были партработниками; последний был министром в правительстве Имре Надя.
В 1930 году Санто опубликовал историю венгерской революции, в которой подверг критике действия лидера венгерских коммунистов Белы Куна. В 1947 году вышла его история рабочего движения Венгрии до 1914 года.